# Comtat de la Vall de Merlès
El comtat de la Vall de Merlès és un títol concedit el 1861 a Marià d'Oriola-Cortada i d'Ibáñez-Cuevas, alcalde de Vic.
El fons patrimonial del llinatge Oriola-Cortada es conserva a l'Arxiu Nacional de Catalunya.

## Comtes de la Vall de Merlès
|                              | Titular                                 | Període                      |
| Creat per la reina Isabel II | Creat per la reina Isabel II            | Creat per la reina Isabel II |
| ---------------------------- | --------------------------------------- | ---------------------------- |
| I                            | Marià Oriola-Cortada i d'Ibáñez-Cuevas  | 1861-1876                    |
| II                           | Joaquim d'Oriola-Cortada i de Salses    | 1877-1882                    |
| III                          | Josep d'Oriola-Cortada i de Salses      | 1883-?                       |
| IV                           | Antoni d'Oriola-Cortada i Renom         | 1900-?                       |
| V                            | Lluís d'Oriola-Cortada i Renom          | 1925-1942                    |
| VI                           | Alfons d'Oriola-Cortada i Renom         | 1943-1950                    |
| VII                          | Antoni d'Oriola-Cortada i Guitard       | 1957-1985                    |
| VIII                         | Alfons d'Oriola-Cortada i de Salvadores | 1994-actual titular          |

## Història
- Marià Oriola-Cortada i d'Ibáñez-Cuevas (1803-1876), I comte de la Vall de Merlès.

El 10 de desembre de 1877, el succeí el seu fill,
- Joaquim d'Oriola-Cortada i de Salses (1842-1882), II comte de la Vall de Merlès.

Sense descendència
El 9 de gener de 1883, el succeí el seu germà,
- Josep d'Oriola-Cortada i de Salses (1845-?), III comte de la Vall de Merlès.

El 14 de maig de 1900, el succeí el seu fill,
- Antoni d'Oriola-Cortada i Renom, IV comte de la Vall de Merlès.

Sense descendència.
El desembre de 1925, el succeí el seu germà,
- Lluís d'Oriola-Cortada i Renom (†1942), V comte de la Vall de Merlès, baró d'Eroles.

Sense descendència.
En 1943, el succeí el seu germà,
- Alfons d'Oriola-Cortada i Renom (†1950),[5] VI comte de la Vall de Merlès, baró d'Eroles.

1. Casà amb Anna Guitard i Salvadó.

El 31 de desembre de 1957, el succeí el seu fill,
- Antoni d'Oriola-Cortada i Guitard (†1985), VII comte de la Vall de Merlès, baró d'Eroles, V marquès de la Cañada Ibáñez.

1. Casà el 1960 amb Maria del Pilar de Salvadores Ortoll.[6]

El 19 d'octubre de 1994, el succeí el seu fill,
- Alfons d'Oriola-Cortada i de Salvadores (n.1961), VIII comte de la Vall de Merlès, baró d'Eroles.

Actual titular.